# Ministère du Travail et de la Fonction publique (Guinée)
Le ministère du travail et de la fonction publique est un ministère guinéen dont le  ministre est Faya François Bourouno.

## Titulaires depuis 2010
| Nom | Nom                    | Dates du mandat | Dates du mandat | Gouvernement(s)                 |
| --- | ---------------------- | --------------- | --------------- | ------------------------------- |
|     | Cheick Oumar Diallo    | 19/06/2020      | 05/09/2021      | Gouvernements Kassory 1 et 2    |
|     | Julien Yombouno        | 25/10/2021      | 19/2/2024       | Gouvernement Béavogui et Goumou |
|     | Faya François Bourouno | 13/3/2024       | En cours        | Bah Oury                        |